# Viktoriahuset, Göteborg
Ej att förväxla med Viktoriahuset i Jönköping
Viktoriahuset är en byggnad i Olivedal i Göteborg. Huset fick byggnadslov i december 1875 och stod färdigt i Augusti 1877,som områdets första stenhus, efter ritningar av arkitekten Bror Viktor Adler och inrymde Viktoriaskolan fram till 1975. Göteborgs kommun äger än idag fastigheten som man hyr ut till olika föreningsverksamheter, bland dem Hagabion. Viktoriaskolan fick sitt namn efter lägenheten med samma namn, vars mark den delvis byggdes på.

## Läge och historik
Viktoriahuset ligger vid Linnégatan 13–21 i stadsdelen Olivedal, mellan Linnégatan och Nordhemsgatan, och mellan Prinsgatan och Plantagegatan. Huset ligger i kvarteret 1, "Plantaget". Det är den enda större byggnaden i kvarteret, som i övrigt består av en parkeringsplats, ett gatukök och öppna ytor där Hagabions kafé har sin verksamhet på sommaren.

### Bakgrund
Den 27 augusti 1873 köpte, till folkskolestyrelsen, av firman Johansson & Carlander in dels besittningsrätten till de öster om Andra tvärgatan (nuvarande Nordhemsgatan) belägna delarna, dels lägenheten nummer 3 och 4 i tjugoförsta kvarteret i Masthugget, på 19 950 kvadratfot, och lägenheten Viktoria nummer 233 i Majorna, på 23 100 kvadratfot, dels nyttjanderätten till 7 680 kvadratfot, avsedda till en gata. Allt betingade en summa av 4 000 kronor. Ritning till skolhuset och anslag till uppförande av det framställdes i april 1874, och styrelsen gav den 26 september 1875 en byggnadskommitté, bestående av rektor Schiller, handlandena Wahlgren och F. O. Strömman, I uppdrag att ombesörja byggnadens uppförande. Ritningarna fastställdes av byggnadsnämnden den 1 december 1875, och därefter skrevs kontrakt med byggmästaren Abraham Pehrsson. Huset var till sin arkitektur stora delar samma som till Kvarnbergsskolan som invigdes 1877.

### Den ursprungliga byggnaden
Byggnaden är i två våningar utom källare och takvåning i de båda flyglarna. Murarna är uppförda av tegel på gråstensgrund, som vilar på restbädd och pålar som är nedslagna till berget, som sluttar. De yttre och inre trapporna är av täljsten och trapplanen av finhuggna hallar som vilar på valv. Fasaderna är av rött murtegel, utom pilastrar en del listverk och skorstenar som är klädda med pressad gulsten. Yttertaket är klätt med zinkplåt. Golven i våningarna är av hyvlad och spåntad furuplank, men i källaren av gråsten eller skifferhallar, lagda i murbruk. Alla fönster i våningarna fick ytter- och innerbågar. Huset försågs med centraluppvärmnings- och ventilationsapparat enligt Reinhardts system, levererade av Kockums mekaniska. Skollokalerna upplystes med fotogenlampor till 1905, då gas leddes in i huset och glödljuslampor började användas.
Viktoriaskolan uppfördes på tomt nummer 59 i Majornas sjätte rote, och togs i bruk i augusti 1877 som det första stenhuset i stadsdelen Olivedal. Huset byggdes som folkskola och användes som sådan fram till 1920. Därefter blev den "fortsättningsskola". Arkitekt var Bror Viktor Adler, som även varit ritningsansvarig för ett antal andra större hus i Göteborg och sedermera blev rektor vid Tekniska skolan i Stockholm. Byggmästare var Abraham Pehrsson och kostnaden uppgick till 134 272 kronor. Skolan var planerad för 744 skoleveler, och huset inrymde gymnastiksal, tre verkstadslokaler och 18 skolsalar. Från början fanns en lärarbostad i den södra flygelns vindsrum, som bestod av tre rum och kök. År 1911 gjordes lägenheten om till ritsal med mera. På gården stod utedasset. Från 1889 fanns en lokal för barnbespisning med tillhörande kokrum i källaren. Skoltomten inhägnades från början med ett trästaket. Den norra delen var ursprungligen planterad, men utlades 1915 till skolträdgård. Ett hörn av skoltomten mellan skolhuset och Prinsgatan var också planterad. Tomterna låg öster om Andra Tvärgatan, alltså nuvarande Nordhemsgatan. Linnégatan var ännu inte utlagd förbi skolan, utan kallades i sin nordligaste del för Första Tvärgatan.
Skolan lades ner efter vårterminen 1975, och enligt beslut av Skolstyrelsen den 15 maj 1979 överlämnades skolbyggnaden till fastighetsnämnden. Därmed kunde kommunen fritt disponera byggnaden och tomtmarken. Under 1920- och 30-talen nyttjades skolan av kommunala mellanskolan, och efter andra världskriget av Folkskoleseminariets kvinnliga elever. Under 1970-talet hade Viktor Wångfeldts och Ernst A. Hedéns gymnasier sin undervisning i byggnaden. Sedan dess har huset kommit att upptas i kommunens "Bevaringsprogram för kulturhistoriskt värdefull bebyggelse i Göteborg". Byggnaden är i två till tre våningar (högre i de tvärställd sidopartierna). Husets sockelvåning är i gråsten och fasaderna mest i rött tegel med listverk och dylikt i gult tegel. Ursprungligen sträckte sig skolgården fram till Plantagegatan, omgiven av både staket och träd; idag är staketet borta sedan länge och den delen av skolgården används för parkering.
Gamla Viktoriaskolans öde har tidvis varit osäkert. Man beslutade år 2007 åtgärda husets sättningsskador.

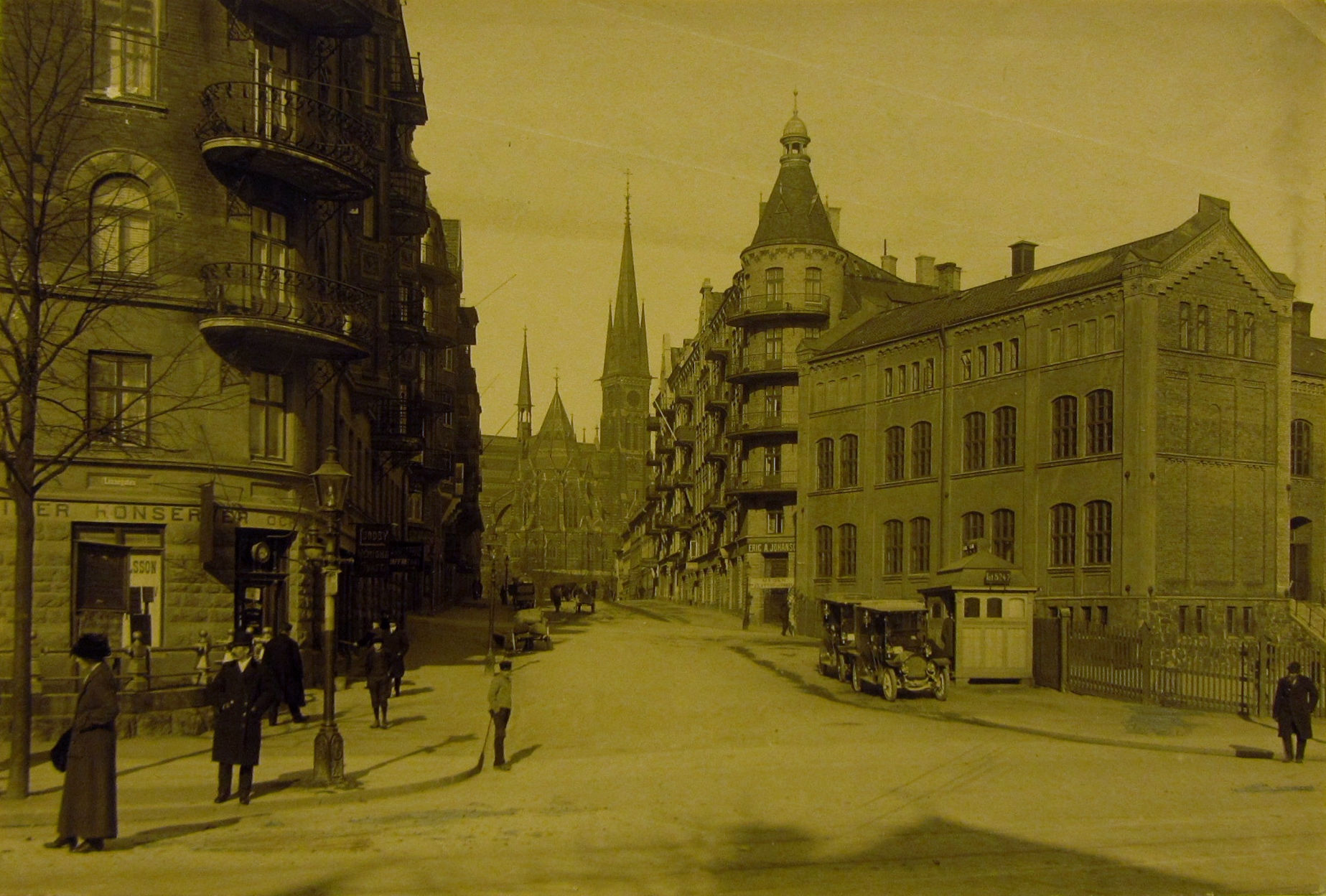
Prinsgatan mot väster, med Viktoriahuset (Viktoriaskolan) till höger i bild, tidigt 1900-tal.
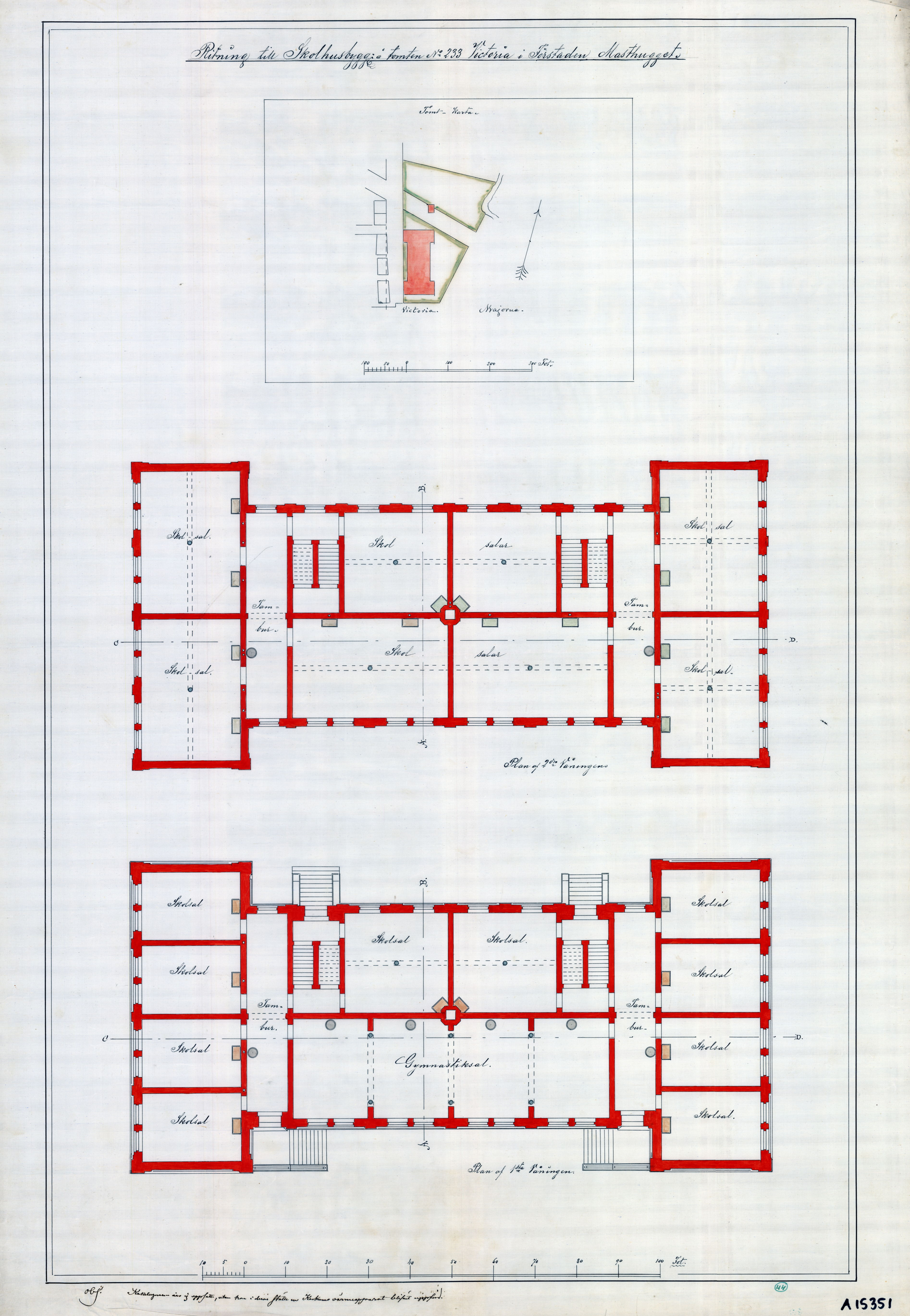
Planritning av Viktoriaskolans första och andra våningar, ritade av Bror Viktor Adler i mitten av 1870-talet. Idag motsvarar detta våningarna 2 och 3.
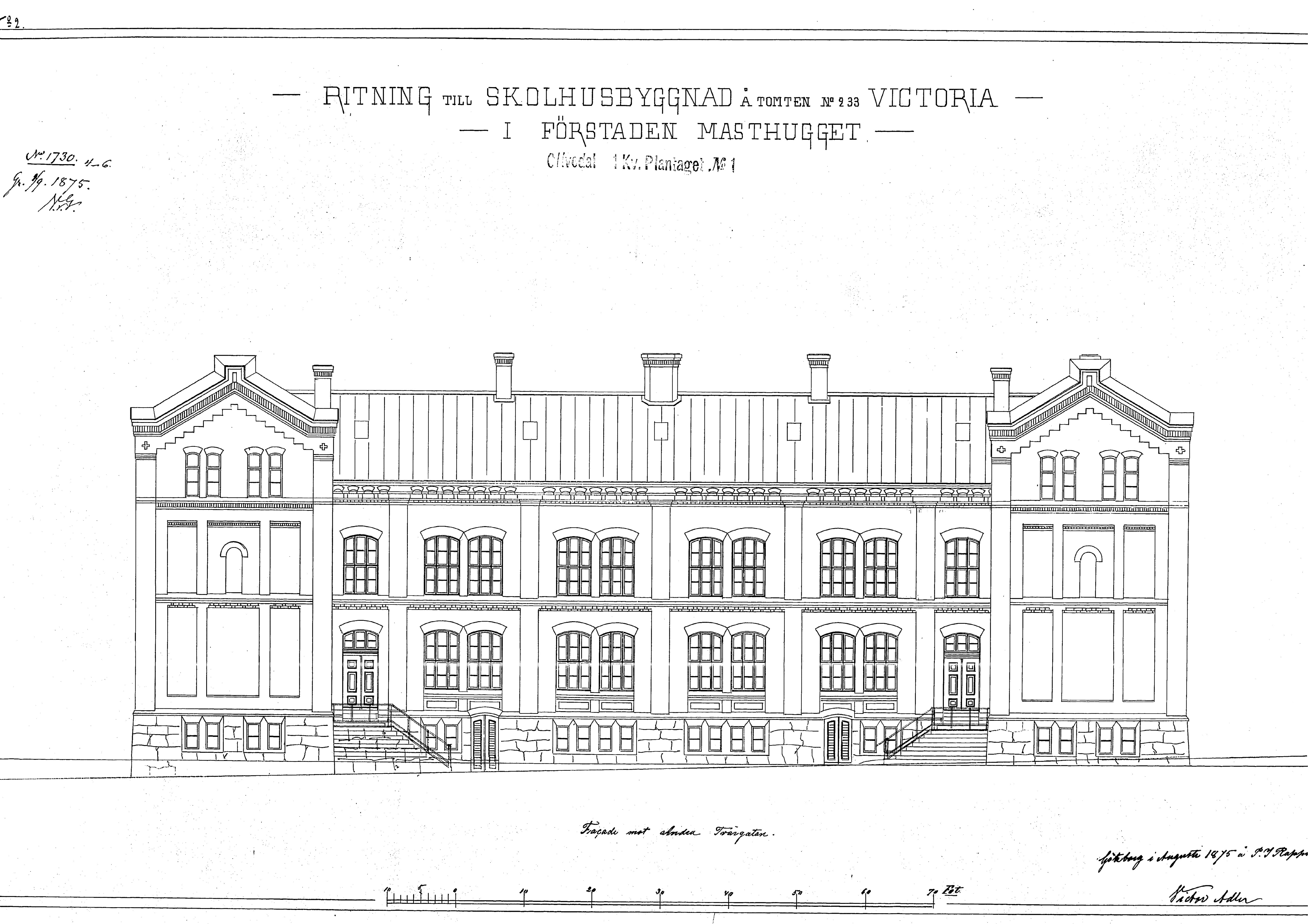
Ritning visande skolans fasadelevation mot Nordhemsgatan. Från 1875 av Bror Viktor Adler.

## Verksamheter

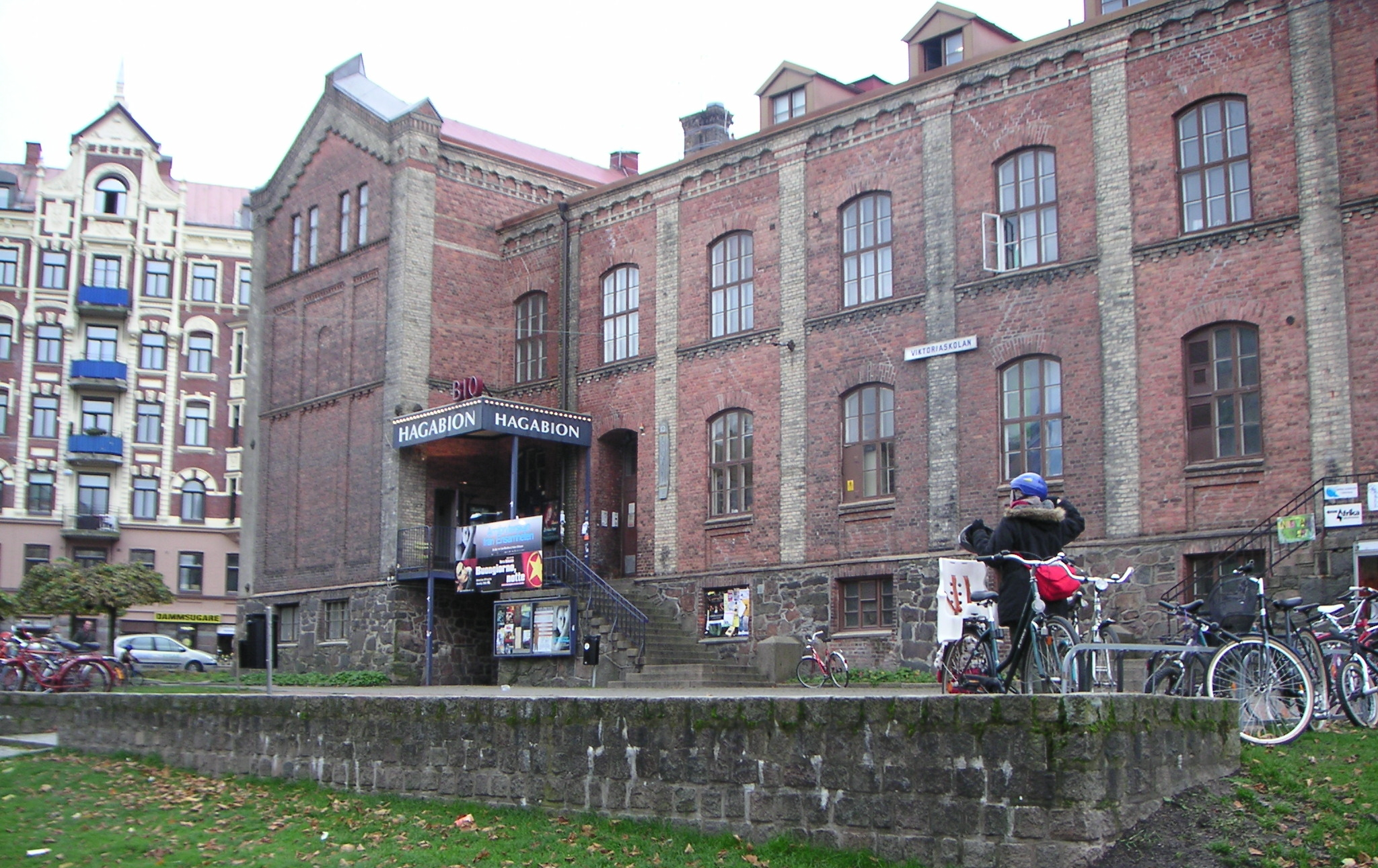
Viktoriahusets framsida, med ingången till Hagabion synlig, oktober 2004.

I januari 1983 flyttade Hagabion in i huset, från sin tidigare plats i ett rivningshotat hus i Haga. Hagabion drivs ideellt av föreningen Folkets Bio Göteborg, en del av riksföreningen Folkets Bio. Bions tre salonger (om sammanlagt 198 platser), plus dess biokafeteria, upptar hela våningsplan 2.
På undervåningen, med éntre mot Nordhemsgatan, finns från våren 2017 Healsafe Interiör AB. På våning tre och fyra finns föreningarna inom Föreningen Viktoriahuset. Dessutom finns en del mindre verksamheter i bottenplanet. Alla föreningar – totalt ett drygt 20-talet – i de olika våningsplanen i Viktoriahuset har relation till de "fyra benen" som föreningshuset står på – fred, miljö, solidaritet och kultur.
Från början var Fotograficentrum inblandat, och idag finns bland andra FilmCentrum-Väst, Digitala Bildverkstan i Göteborg samt Animationsverkstan, den senare kopplad till animatörsföreningen Animation i Väst, på en av de övre våningarna. Bland de övriga hyresgästerna kan nämnas Afrikagrupperna, Svenska Afghanistankommittén samt flera film-, konst- och kvinnoföreningar. November 2012 fanns, förutom Folkets Bio Göteborg, 14 föreningar i huset. Dessutom hyrde olika mindre verksamheter i sin tur rum av dessa.